# Hanfthal
Hanfthal ist eine Ortschaft und eine Katastralgemeinde der Stadtgemeinde Laa an der Thaya im Bezirk Mistelbach in Niederösterreich. Die Ortschaft hat 576 Einwohner (Stand 1. Jänner 2024). Bis Ende 1971 war Hanfthal eine eigenständige Gemeinde.

## Geografie
Das Rundangerdorf befindet sich südwestlich von Laa an der Einmündung der Laaer Straße in die Pulkautal Straße.

## Geschichte
Der Ort dürfte um 1060 entstanden sein; die erste unkundliche Erwähnung erfolgte im Jahr 1149, als im Passauer Urbar eine Besitzstandveränderung vermerkt wurde.
Laut Adressbuch von Österreich waren im Jahr 1938 in der Ortsgemeinde Hanfthal zwei Friseur, zwei Gastwirte, zwei Gemischtwarenhändler, eine Milchgenossenschaft, zwei Sattler,  zwei Schmiede, ein Schuster, zwei Tischler, zwei Wagner und mehrere Landwirte ansässig.
Mit 1. Jänner 1972 wurden im Zuge der Niederösterreichischen Kommunalstrukturverbesserung die bis dahin selbständigen Gemeinden Hanfthal und Wulzeshofen nach Laa an der Thaya eingemeindet.